# Liste der Monuments historiques in Lamarche-sur-Saône
Die Liste der Monuments historiques in Lamarche-sur-Saône führt die Monuments historiques in der französischen Gemeinde Lamarche-sur-Saône auf.

## Liste der Objekte
| Bezeichnung                               | Beschreibung                                                                                            | Standort                                            | Kennzeichnung | Schutzstatus | Datum | Bild |
| ----------------------------------------- | --- | --------------------------------------------------- | ------------- | ------------ | ----- | ---- |
| Skulptur Madonna mit Kind                 | Holz, farbig gefasst, 14. Jahrhundert                                                                   | Lamarchotte, in der Kapelle Notre-Dame (Lage)       | PM21001350    | Classé       | 1950  |      |
| Skulptur Heiliger Sebastian               | Kalkstein, 17. Jahrhundert                                                                              | Lamarchotte, in der Kapelle Notre-Dame (Lage)       | PM21001351    | Classé       | 1965  |      |
| Skulptur einer Äbtissin                   | Kalkstein, farbig gefasst, 16. Jahrhundert                                                              | Lamarchotte, in der Kapelle Notre-Dame (Lage)       | PM21001352    | Classé       | 1965  |      |
| Skulptur Ecce homo                        | Kalkstein, farbig gefasst, 16. Jahrhundert                                                              | Lamarchotte, in der Kapelle Notre-Dame (Lage)       | PM21001353    | Classé       | 1965  |      |
| Pietà                                     | Kalkstein, 16. Jahrhundert                                                                              | Lamarchotte, außen an der Kapelle Notre-Dame (Lage) | PM21001354    | Classé       | 1965  |      |
| Skulptur Christus setzt das Abendmahl ein | Aufsatz eines Prozessionsstabs; Holz, farbig gefasst und vergoldet, 18. Jahrhundert; Verbleib unbekannt | in einem Privathaus                                 | PM21001355    | Classé       | 1965  |      |